# Бельгійська антарктична експедиція
Бельгійська антарктична експедиція (фр. L’expédition antarctique belge, також «Експедиція „Бельжики“», фр. expédition Belgica) — проходила 1897—1899 років у Південному океані. Керівник — Адрієн де Жерлаш, в інтернаціональній команді взяли участь майбутні відомі полярні дослідники Фредерик Кук (США) і Руаль Амундсен (Норвегія). В ході плавання стався незапланований 386-денний дрейф у Морі Беллінсгаузена, попри це, були зроблені річні цикли астрономічних, метеорологічних і магнітних спостережень в Антарктиді.

## Історія

### Цілі. Команда
План антарктичної експедиції барон А. де Жерлаш оголосив 1894 року на засіданні Географічного товариства Бельгії, і отримав помірну громадську підтримку. З 1896 року він отримав урядову субсидію і можливість збирати кошти за передплатою. Глава експедиції отримав можливість відвідати Норвегію, де його головним консультантом став провідний полярник того часу Фрітьйоф Нансен, він же порекомендував в команду молодого штурмана Р. Амундсена. За його порадою було придбано 260-тонне китобійне судно Патрія, перейменоване в «Бельжику». Метою походу було досягнення Південного магнітного полюса, в максимальному наближенні до нього належало висадити чотирьох зимівників з магнітометричним обладнанням, після чого судно постачання повинно було відбути в Ріо-де-Жанейро і забрати берегову команду наступного антарктичного літа.
Інтернаціональний склад експедиції включав:
1. Адрієн де Жерлаш, бельгієць — начальник експедиції.
2. Жорж Леконт (Georges Lecointe), бельгієць — геофізик, перший помічник командира.
3. Жуль Мелер (Jules Melaerts), бельгієць — другий помічник командира, лейтенант ВМФ.
4. Руаль Амундсен, норвежець — штурман «Бельжики».
5. Генрик Арцтовський, поляк — геолог, океанограф і метеоролог.
6. Еміль Данко, бельгієць — геофізик.
7. Еміль Раковіце, румун — біолог, зоолог, ботанік і спелеолог.
8. Фредерик Кук, США — судновий лікар і фотограф (він же 1909 року заявив, що досяг Північного полюса 21 квітня 1908 року).
9. Антон Добровольський, поляк — метеоролог.
10. Анрі Сомерс, бельгієць — старший машиніст.
11. Макс ван Ріссельберг, бельгієць — другий машиніст.
12. Луї Мішотт, бельгієць — кок.
13. Адам Толлефсен, норвежець — матрос.
14. Людвіг Яльмар Йохансен, норвежець — матрос.
15. Енгельбрет Кнудсен, норвежець — матрос.
16. Карл-Август Вінке, норвежець — матрос. Загинув 22 січня 1898, зірвавшись за борт.
17. Йохан Корен, норвежець — матрос, виконував обов'язки асистента біолога.
18. Ґустав-Ґастон Дюфур, бельгієць — матрос.
19. Жан ван Мирло, бельгієць — матрос.

За спогадами Кука, в кают-компанії офіцери спілкувалися між собою французькою, вчені в лабораторії — німецькою, а матросам, набраним з усієї Європи, віддавалися накази сумішшю англійської, німецької, французької та норвезької мов.

### Хід експедиції

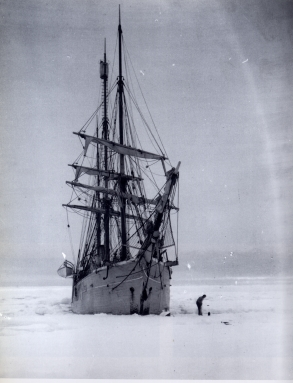
«Бельжика». Фото з книги А. де Жерлаша Quinze Mois dans l'Antarctique, 1902, стор. 171

Відпливши з Антверпена, «Бельжика» 30 січня 1898 р досягла узбережжя Землі Ґреяма, пройшовши довгим шляхом через Магелланову протоку і протокою, названою на честь судна. Першого ж дня висадки Амундсен здійснив лижний похід по узбережжю острова Ту Гаммок , на думку В. С. Корякіна, — вперше в історії антарктичних досліджень. Південне полярне коло перетнули 15 лютого. 8 березня судно, просуваючись далі на південь, було зупинене льодами, попереду була незапланована зимівля. Дрейф тривав 13 місяців і проходив у районах моря Беллінсгаузена, які до того не відвідувалися людьми через вкрай важку льодову обстановку. Глибини в цих місцях перевищували 1500 м, так що лот не досягав дна. Суднова команда не повинна була зимувати в Антарктиці, тому на борту було лише чотири комплекти полярного одягу, призначених для зимівельної партії. Амундсен запропонував пошити теплий одяг з вовняних ковдр червоного кольору, що були в надлишку на борту. Роботи були розпочаті негайно. З 17 травня по 23 липня тривала полярна ніч, в ході якої збожеволіли двоє матросів (один з них пішов пішки до Норвегії). У житлових приміщеннях «Бельжики» підтримувалася температура нижче точки замерзання води. Виявилося, що було взято мізерну кількість освітлювального гасу, і люди сиділи у темряві. Втім, обстановка на борту не була зовсім безпросвітною: старший помічник Лекуан провів «Великий конкурс жіночої краси» і видавав непристойний рукописний журнал.
В умовах розкладення і деморалізації команди спалахнув конфлікт між Жерлашем і Амундсеном. Жерлаш категорично відкидав всі рекомендації норвежця і до червня вже не вставав. Однак існувала угода Жерлаша з Географічним товариством Бельгії, за якою експедиція, незважаючи на всі обставини, повинна залишатися під керівництвом будь-кого з офіцерів-бельгійців. Як наслідок, Амундсен, що став на той час старшим помічником командира, рішуче заявив Жерлашу, що «ніякої бельгійської експедиції для нього більше не існує». Однак він обмовився, що тепер розглядає «Бельжику» не як місце служби, а як звичайнісіньке судно, тому його обов'язком є вивести її з льодів. В автобіографії, опублікованій чверть століття по тому, Амундсен коротко писав, що керівництво експедицією перейшло до нього. Тільки 14 березня 1899 року «Бельжика» вийшла із зони пакових льодів, повернувшись в Антверпен 5 листопада того ж року.
Хід експедиції був описаний Жерлашем у книзі Quinze Mois dans l'Antarctique (1901), яка була відзначена 1902 року премією Французької академії.

Фотографії Ф. Кука і А. Жерлаша, зроблені в ході експедиції
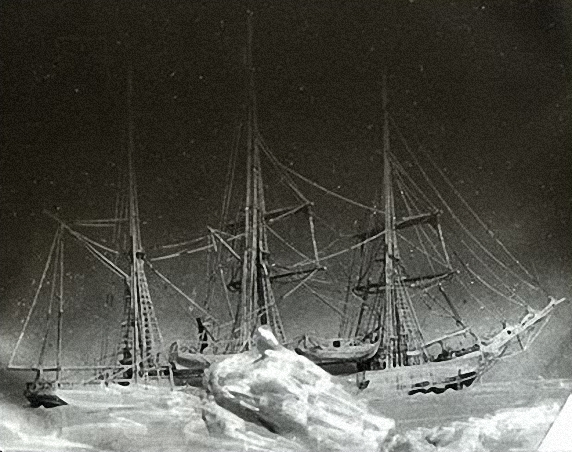
«Бельжика» під час полярної ночі
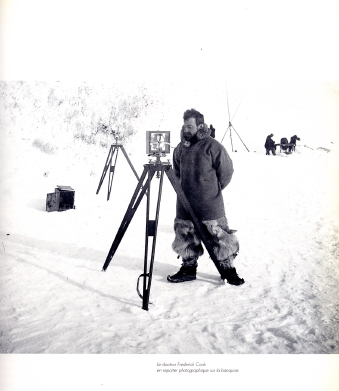
Ф. Кук займається географічними вимірюваннями
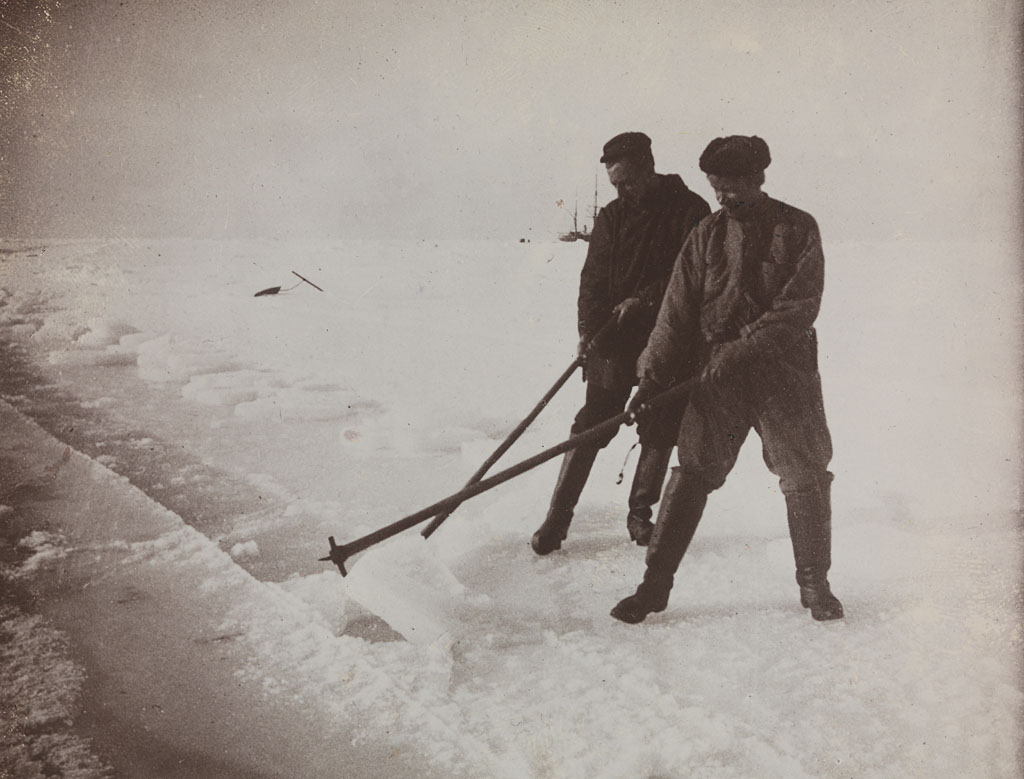
Р. Амундсен і Е. Кнудсен
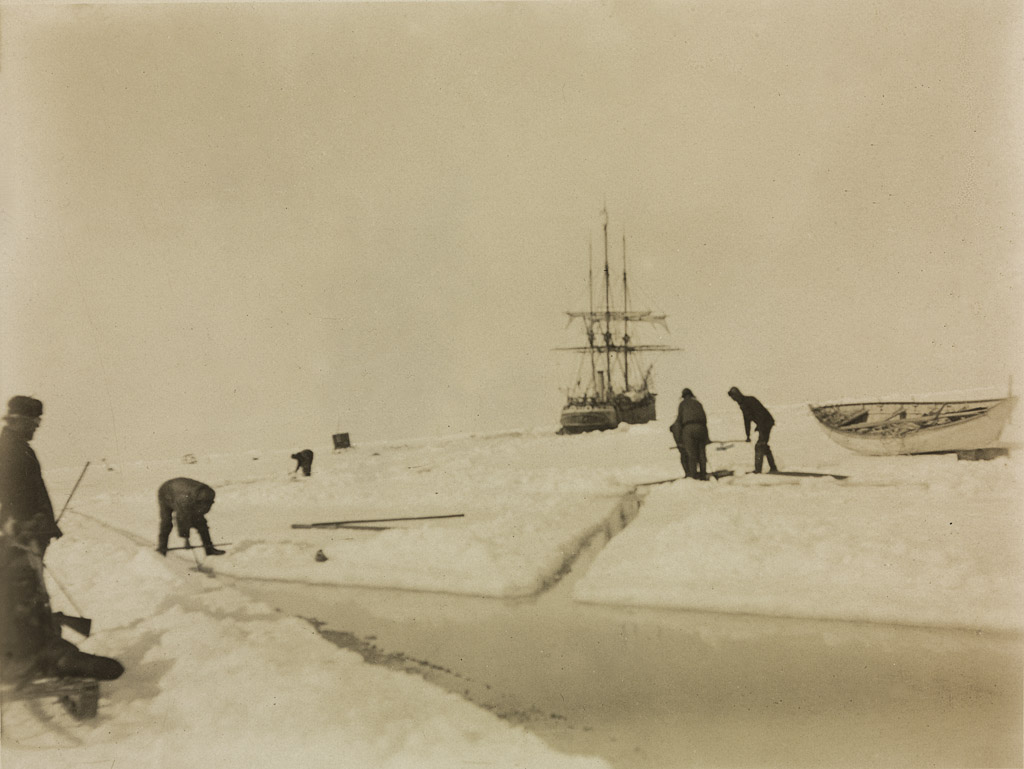
Команда прорубує канал в льодах